# Anastrepha striata
Anastrepha striata is een vliegensoort uit de familie van de boorvliegen (Tephritidae). De wetenschappelijke naam van de soort is voor het eerst geldig gepubliceerd in 1868 door Ignaz Rudolph Schiner, in zijn rapport over de tweevleugeligen verzameld tijdens de Novara-expeditie van 1857-1859.